# Ши Чунґуй
Ши Чунґуй (кит.: 石重貴; піньїнь: Shí Chóngguì; 22 липня 914 — 10 липня 974) — другий і останній імператор Пізньої Цзінь періоду п'яти династій і десяти держав.

## Життєпис
Був племінником Ши Цзінтана. Зійшов на трон після смерті останнього.
Пізню Цзінь часто вважають ляльковою державою в руках династії Ляо. Передусім це пов'язано з тим, що Ши Цзінтан поступився на користь останньої Шістнадцятьма округами. Через той факт у державі почались заворушення й виступи місцевих губернаторів проти киданів.
Однак після смерті свого попередника Ши Чунґуй наважився кинути відкритий виклик Ляо, що зрештою, 947 року, призвело до падіння Пізньої Цзінь.